# Orthosia mirabilis
Orthosia mirabilis là một loài bướm đêm trong họ Noctuidae.